# Kyohei Yoshino
Kyohei Yoshino (født 8. november 1994) er en japansk fodboldspiller, som spiller for den japanske fodboldklub Sanfrecce Hiroshima.